# Bitwa pod Kurowem (1863)
Bitwa pod Kurowem – bitwa stoczona 24 stycznia 1863 roku w czasie powstania styczniowego w rejonie Kurowa w powiecie puławskim.
Leon Frankowski zebrawszy w Puławach grupę młodzieży akademickiej zamierzał uderzyć na garnizon rosyjski w Końskowoli, ale wobec przeważających sił nieprzyjaciela zrezygnował z tego planu i 23 stycznia zajął Kazimierz Dolny, gdzie założył obóz wojskowy i zajął się organizowaniem i szkoleniem wojska. Powstańcy niepokoili obserwujące je garnizony i patrole rosyjskie, dokonując wypadów po okolicy. W jednym z nich 24 stycznia pod Kurowem zasadzono się na rządowy konwój pocztowy. Po pokonaniu jego załogi powstańcy zabrali za pokwitowaniem przewożone przesyłki, w tym czterdzieści osiem tysięcy rubli.
Potyczka, mimo niewątpliwego znaczenia propagandowego, nie miała jednak większego znaczenia operacyjnego, nawet dla Lubelszczyzny. Już wkrótce ugrupowanie Frankowskiego, zagrożone okrążeniem, zmuszone było uchodzić na południe. W potyczce brał udział m.in. Adam Chmielowski – późniejszy artysta malarz i zakonnik.